# Chindesaurus
Chindesaurus foi um gênero de dinossauro carnívoro e bípede que viveu no fim do período Triássico. A espécie-tipo é denomidada Chindesaurus bryansmalli. Media em torno de 2,4 metros de comprimento, 1,2 metros de altura e pesava entre 30 e 55 quilogramas.
O Chindesaurus viveu na América do Norte e seus fósseis foram encontrado no Arizona e no Novo México, ambos nos Estados Unidos. Ainda não foi comprovado que o Chindesaurus realmente pertenceu a família Herrerasauridae.